# Balthasar Michel
Balthasar Michel (* 1576 in Basel; † vor 1604) war ein Schweizer Bildhauer.

## Leben und Wirken
Balthasar Michel, Sohn des aus Strassburg stammenden Bildhauers Hans Michel, wurde am 3. Mai 1576 in der Basler Martinskirche getauft. Er war 1600/1601 in Besançon tätig und kehrte im Sommer 1601 nach Basel zurück, wo er in die Spinnwetternzunft eintrat. Er hatte, wegen seiner in Besançon gegründeten Familie und weil er selbst dort die Messe besucht hatte, grosse Schwierigkeiten bei der Wiederaufnahme ins Basler Bürgerrecht.
Balthasar Michel machte sich als Antiken-Spezialist und -Restaurator einen Namen.